# New Ulm (Minnesota)
New Ulm es una ciudad ubicada en el condado de Brown en el estado estadounidense de Minnesota. En el Censo de 2010 tenía una población de 13522 habitantes y una densidad poblacional de 509,06 personas por km².

## Geografía
New Ulm se encuentra ubicada en las coordenadas 44°18′42″N 94°28′00″O / 44.31167, -94.46667. Según la Oficina del Censo de los Estados Unidos, New Ulm tiene una superficie total de 26.56 km², de la cual 25.7 km² corresponden a tierra firme y (3.27%) 0.87 km² es agua.

## Demografía
Según el censo de 2010, había 13522 personas residiendo en New Ulm. La densidad de población era de 509,06 hab./km². De los 13522 habitantes, New Ulm estaba compuesto por el 97.77% blancos, el 0.31% eran afroamericanos, el 0.08% eran amerindios, el 0.65% eran asiáticos, el 0.01% eran isleños del Pacífico, el 0.42% eran de otras etnias y el 0.75% pertenecían a dos o más razas. Del total de la población el 1.78% eran hispanos o latinos de cualquier raza.